# Zbenické Zlákovice
Zbenické Zlákovice (též Zbenické Zlakovice) je bývalá osada zatopená Orlickou přehradou, dnes katastrální území v obci Bohostice v okrese Příbram.
Nachází se na levé straně Vltavy, v okolí ústí potoka Čistá, naproti katastrálnímu území bývalé větší vesničky Orlické Zlákovice a Přednímu Chlumu spadajícím dnes do obce Milešov. Na území Zbenických Zlákovic i Orlických Zlákovic leží také hráz Orlické přehrady, budované v letech 1954–1961, jejíž nádrž obojí Zlákovice zatopila; do Zbenických Zlákovic spadá i levobřežní zástavba a příjezdové silnice poblíž hráze. Na pravém břehu potoka Čisté spadá do Zbenických Zlákovic východní úbočí kopce Čistá (506 m n. m.), při pravé straně laguny u ústí Čisté leží tábořiště Spálenka s kapacitou asi 120 osob. Na sever sahá území Zbenických Zlákovic až k vrcholu kopce Bukovice (506 m n. m.).

## Historie
V roce 1921 zde bylo evidováno 12 domů a 56 obyvatel. Při Vltavě stával mlýn Vlachý.
V padesátých letech byla osada zlikvidována při výstavbě Orlické přehrady a zatopena. Dnes leží její zbytky v hloubce asi 70 metrů pod hladinou.

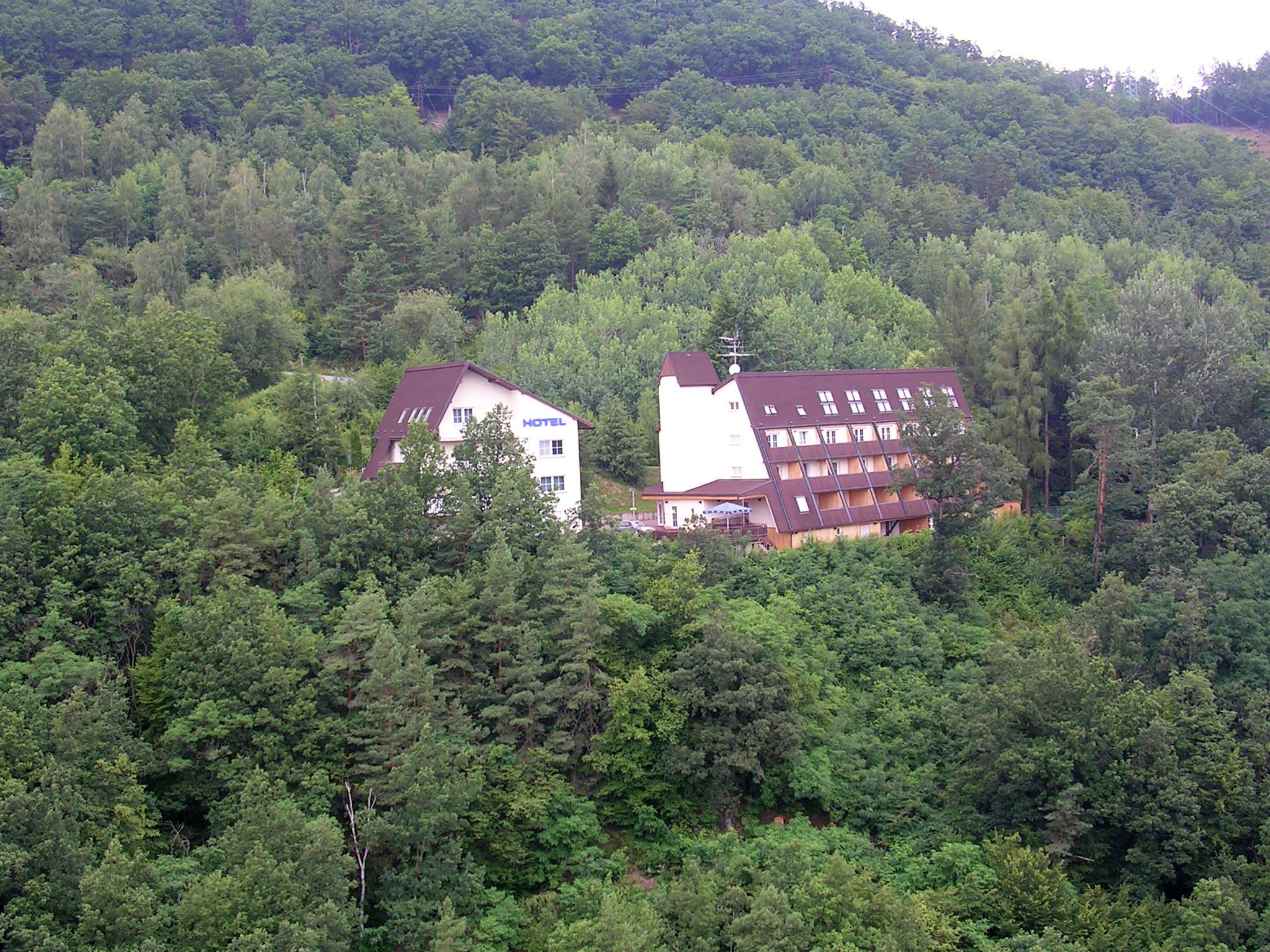
Hotel Kostínek u levé strany Orlické přehrady

## Doprava, turistika, rekreace
Koncem 30. let 20. století sem jezdila autobusová linka XXX. dopravce JAS z Milína od nádraží. Vltavu zde překonával přívoz Zbenické Zlákovice – Orlické Zlákovice.
Vltava od nepaměti sloužila intenzivní voroplavbě, která sloužila nejen k přepravě dřeva, ale i dalšího zboží a osob. V letech 1904–1907 byla střední Vltava zregulována pro plavbu lodí, úsek v oblasti Zbenických a Orlických Zlákovic patřil z celé střední Vltavy mezi nejvíce upravované. Po napuštění Slapské přehrady končily vory u Vesteckého mostu, později na staveništi Kamýcké přehrady a na staveništi Orlické přehrady, poslední vory připluly na staveniště u Orlických a Zbenických Zlákovic 12. září 1960, čímž prakticky voroplavba v Čechách skončila.
1. července 1958 byl zahájen provoz na železniční vlečce Tochovice – Orlík, která sloužila k výstavbě přehrady a jejíž koncové výkladiště. Přehrada i východní část překladiště Lavičky ležely na katastrálním území Zbenických Zlákovic, některé z objektů sloužily až do roku 1990 jako vojenská skladiště.
Linka osobní lodní dopravy na Orlické nádrži má na území Zbenických Zlákovic přístaviště „Orlík, přehrada“, na některých mapách je zobrazeno přistávání i na Spálence, avšak jízdní řády společnosti Quarter zastavení na Spálence neuváději.
Napříč katastrálním území prochází žlutě značená pěší turistická trasa z Bohostic kolem hráze Orlické přehrady směrem do Solenic, po hrázi Vltavu přechází dálková cyklotrasa Greenways Praha – Wien.